# Список Героев Советского Союза (Терещенко — Ткаченко)
В настоящем списке представлены в алфавитном порядке все Герои Советского Союза, чьи фамилии начинаются с буквы «Т» (всего 492 человека, из них двое удостоены звания дважды). Список содержит даты Указов Президиума Верховного Совета СССР о присвоении звания, информацию о роде войск, должности и воинском звании Героев на дату представления к присвоению звания Героя Советского Союза, годах их жизни.
- Персиковым цветом  в таблице выделены Герои, удостоенные звания дважды и более раз.
- Серым цветом  в таблице выделены Герои, представленные к званию посмертно.

| Навигационная таблица | Навигационная таблица                |
| --------------------- | ------------------------------------ |
| «Т»                   | Тавадзе Давид — Терешкова Валентина  |
| «Т»                   | Терещенко Василий — Ткаченко Василий |
| «Т»                   | Ткаченко Владимир — Трубачёв Василий |
| «Т»                   | Трубаченко Василий — Тященко Гавриил |

| № п/п | Фамилия Имя Отчество                                                | Дата Указа            | Род войск                           | Должность | Звание                                       | Годы жизни              | БС ГС НЛ                        |
| ----- | ------------------------------------------------------------------- | --------------------- | ----------------------------------- | --- | -------------------------------------------- | ----------------------- | ------------------------------- |
| 122   | Терещенко Василий Степанович укр. Терещенко Василь Степанович       | 10.04.1945            | танкист                             | командир взвода танков Т-34 127-го танкового полка 49-й механизированной бригады 6-го гвардейского механизированного корпуса 4-й танковой армии 1-го Украинского фронта                                                              | младший лейтенант                            | 15.04.1920 — 07.05.1986 | [ БС 1 ] [ ГС 1 ] [ НЛ 1 ]      |
| 123   | Терещенко Михаил Кондратьевич укр. Терещенко Михайло Кіндратович    | 24.03.1945            | пехота                              | командир роты 617-го стрелкового полка 199-й стрелковой дивизии 49-й армии 2-го Белорусского фронта | лейтенант                                    | 12.08.1913 — 26.06.1944 | [ БС 1 ] [ ГС 2 ] [ НЛ 2 ]      |
| 124   | Терещенко Николай Владимирович укр. Терещенко Микола Володимирович  | 24.03.1945            | пехота                              | командир отдельной разведывательной роты 83-й отдельной стрелковой бригады морской пехоты 46-й армии 3-го Украинского фронта | старший лейтенант                            | 01.01.1924 — 23.08.1944 | [ БС 1 ] [ ГС 3 ] [ НЛ 3 ]      |
| 125   | Терещенко Спиридон Васильевич                                       | 15.01.1944            | инженер                             | командир отделения 196-го отдельного сапёрного батальона 81-й стрелковой дивизии 61-й армии Центрального фронта | сержант                                      | 25.12.1909 — 03.10.1943 | [ БС 1 ] [ ГС 4 ] [ НЛ 4 ]      |
| 126   | Терещук Иван Андреевич укр. Терещук Іван Андрійович                 | 10.01.1944            | танкист                             | командир танковой роты 216-го танкового батальона 12-й гвардейской танковой бригады 4-го гвардейского танкового корпуса 60-й армии Центрального фронта                                                                               | гвардии капитан                              | 12.09.1915 — 19.01.1994 | [ БС 1 ] [ ГС 5 ] [ НЛ 5 ]      |
| 127   | Терлецкий Владимир Николаевич укр. Терлецький Володимир Миколайович | 25.10.1943            | Авточасти и шофёры всех родов войск | шофёр боевой машины БМ-13 273-го гвардейского миномётного дивизиона 50-го гвардейского миномётного полка Оперативной группы гвардейских миномётных частей Северо-Кавказского фронта                                                  | гвардии старший сержант                      | 23.04.1918 — 28.05.1943 | [ БС 1 ] [ ГС 6 ] [ НЛ 6 ]      |
| 128   | Тернавский Иван Антонович укр. Тернавський Iван Антонович           | 23.09.1944            | артиллерия                          | командир дивизиона 158-го гвардейского артиллерийского полка 78-й гвардейской стрелковой дивизии 5-й гвардейской армии 1-го Украинского фронта                                                                                       | гвардии майор                                | 19.08.1911 — 19.01.1995 | [ БС 2 ] [ ГС 7 ] [ НЛ 7 ]      |
| 129   | Терновой Борис Яковлевич                                            | 18.08.1945            | авиация                             | командир 1007-го истребительного авиационного полка 9-го истребительного авиационного корпуса Южного фронта ПВО | гвардии майор                                | 22.08.1913 — 09.05.1956 | [ БС 3 ] [ ГС 8 ] [ НЛ 8 ]      |
| 130   | Терновой Владимир Харитонович укр. Терновой Володимир Харитонович   | 15.05.1946            | авиация                             | командир звена 91-го гвардейского штурмового авиационного полка 4-й гвардейской штурмовой авиационной дивизии 5-го штурмового авиационного корпуса 5-й воздушной армии 2-го Украинского фронта                                       | гвардии лейтенант                            | 21.07.1921 — 04.02.1992 | [ БС 3 ] [ ГС 9 ] [ НЛ 9 ]      |
| 131   | Терновой Пётр Иванович                                              | 17.10.1943            | пехота                              | разведчик взвода пешей разведки 985-го стрелкового полка 226-й стрелковой дивизии 60-й армии Центрального фронта | ефрейтор                                     | 17.10.1914 — 12.11.1984 | [ БС 3 ] [ ГС 10 ] [ НЛ 10 ]    |
| 132   | Терновский Георгий Владимирович                                     | 14.09.1945            | морской флот                        | флагманский артиллерист бригады сторожевых кораблей Тихоокеанского флота | капитан 3-го ранга                           | 23.04.1915 — 12.07.1970 | [ БС 3 ] [ ГС 11 ] [ НЛ 11 ]    |
| 133   | Тер-Оганов Арсен Арамович арм. Տեր-Օգանով Արսեն                     | 27.02.1945            | пехота                              | командир пулемётного расчёта 288-го гвардейского стрелкового полка 94-й гвардейской стрелковой дивизии 5-й ударной армии 1-го Белорусского фронта                                                                                    | гвардии старшина                             | 28.11.1923 — 12.12.1988 | [ БС 3 ] [ ГС 12 ] [ НЛ 12 ]    |
| 134   | Тертышный Пётр Вакулович укр. Тертишний Петро Вакулович             | 23.10.1943            | генерал                             | командир 161-й стрелковой дивизии 40-й армии Воронежского фронта | генерал-майор                                | 15.02.1899 — 04.03.1997 | [ БС 3 ] [ ГС 13 ] [ НЛ 13 ]    |
| 135   | Теряев Пётр Иосифович                                               | 19.04.1945            | авиация                             | командир эскадрильи 76-го гвардейского штурмового авиационного полка 1-й гвардейской штурмовой авиационной дивизии 1-й воздушной армии 3-го Белорусского фронта                                                                      | гвардии капитан                              | 15.07.1922 — 15.02.1945 | [ БС 3 ] [ ГС 14 ] [ НЛ 14 ]    |
| 136   | Тесаков Николай Фёдорович                                           | 25.03.1943            | авиация                             | лётчик 749-го авиационного полка 24-й авиационной дивизии Авиации дальнего действия | младший лейтенант                            | 16.12.1918 — 05.11.1943 | [ БС 3 ] [ ГС 15 ] [ НЛ 15 ]    |
| 137   | Тесаржик Рихард чеш. Tesařík Richard                                | 21.12.1943            | танкист                             | командир роты лёгких танков Т-70 танкового батальона 1-й отдельной чехословацкой пехотной бригады в составе 51-го стрелкового корпуса 38-й армии 1-го Украинского фронта                                                             | подпоручик                                   | 03.12.1915 — 27.03.1967 | [ БС 4 ] [ ГС 16 ] [ НЛ 16 ]    |
| 138   | Тесленко Илья Алексеевич                                            | 17.04.1943            | комиссар                            | комиссар батальона 83-й морской стрелковой бригады 51-й армии Закавказского фронта | майор                                        | 10.10.1910 — 10.01.1991 | [ БС 5 ] [ ГС 17 ] [ НЛ 17 ]    |
| 139   | Тесленко Павел Агеевич укр. Тесленко Павло Агійович                 | 13.11.1943            | пехота                              | пулемётчик 842-го стрелкового полка 240-й стрелковой дивизии 38-й армии Воронежского фронта | младший сержант                              | 28.07.1908 — 12.02.1945 | [ БС 6 ] [ ГС 18 ] [ НЛ 18 ]    |
| 140   | Тестов Николай Степанович                                           | 10.01.1944            | пехота                              | командир отделения 22-й гвардейской мотострелковой бригады 6-го гвардейского танкового корпуса 3-й гвардейской танковой армии Воронежского фронта                                                                                    | гвардии старшина                             | 30.11.1909 — 15.01.1944 | [ БС 6 ] [ ГС 19 ] [ НЛ 19 ]    |
| 141   | Тешебаев Мамасалы кирг. Тешебаев Мамасалы                           | 03.06.1944            | артиллерия                          | наводчик орудия 667-го стрелкового полка 218-й стрелковой дивизии 47-й армии Воронежского фронта | красноармеец                                 | 17.11.1923 — 23.03.1984 | [ БС 6 ] [ ГС 20 ] [ НЛ 20 ]    |
| 142   | Тибуа Шота Платонович груз. ტიბუა შოთა                              | 24.03.1945            | пехота                              | помощник командира взвода 220-го гвардейского стрелкового полка 79-й гвардейской стрелковой дивизии 8-й гвардейской армии 1-го Белорусского фронта                                                                                   | гвардии сержант                              | 05.09.1920 — 08.02.1945 | [ БС 6 ] [ ГС 21 ] [ НЛ 21 ]    |
| 143   | Тикиляйнен Пётр Абрамович фин. Tiikkiläinen Pietari                 | 20.11.1941            | пехота                              | командир отделения 52-го стрелкового полка 71-й стрелковой дивизии 7-й армии Северо-Западного фронта | младший сержант                              | 03.08.1921 — 28.07.1941 | [ БС 6 ] [ ГС 22 ] [ НЛ 22 ]    |
| 144   | Тикунов Григорий Яковлевич укр. Тікунов Григорій Якович             | 27.02.1945            | танкист                             | командир роты танков Т-34 36-й танковой бригады 11-го танкового корпуса 69-й армии 1-го Белорусского фронта | гвардии капитан                              | 05.01.1916 — 23.06.1972 | [ БС 7 ] [ ГС 23 ] [ НЛ 23 ]    |
| 145   | Тимаков Александр Иванович                                          | 25.10.1938            | танкист                             | командир танка отдельного разведывательного батальона 2-й отдельной механизированной бригады 1-й армейской группы | старшина                                     | 05.09.1915 — 23.01.1977 | ——                              |
| 146   | Тимонов Василий Николаевич                                          | 30.10.1943            | связисты                            | старший радиотелеграфист 118-го артиллерийского полка 69-й стрелковой дивизии 65-й армии Центрального фронта | старший сержант                              | 19.05.1919 — 07.03.1974 | [ БС 8 ] [ ГС 25 ] [ НЛ 24 ]    |
| 147   | Тимонов Фёдор Трофимович                                            | 24.03.1945            | пехота                              | командир пулемётного расчёта 226-го стрелкового полка 63-й стрелковой дивизии 5-й армии 3-го Белорусского фронта | красноармеец                                 | 11.04.1924 — 24.03.1999 | [ БС 8 ] [ ГС 26 ] [ НЛ 25 ]    |
| 148   | Тимофеев Алексей Васильевич                                         | 23.09.1944            | пехота                              | помощник командира взвода 25-го гвардейского стрелкового полка 6-й гвардейской стрелковой дивизии 13-й армии 1-го Украинского фронта                                                                                                 | гвардии старший сержант                      | 25.03.1925 — 20.06.1982 | [ БС 8 ] [ ГС 27 ] [ НЛ 26 ]    |
| 149   | Тимофеев Андрей Александрович                                       | 25.08.1944            | танкист                             | механик-водитель танка Т-34 12-й гвардейской танковой бригады 4-го гвардейского танкового корпуса 60-й армии 1-го Украинского фронта                                                                                                 | гвардии сержант                              | 1918 — 07.12.1943       | [ БС 8 ] [ ГС 28 ] [ НЛ 27 ]    |
| 150   | Тимофеев Василий Иванович                                           | 15.05.1946            | артиллерия                          | командир орудия 1663-го истребительно-противотанкового артиллерийского полка РГК в составе 38-й армии 4-го Украинского фронта | старший сержант                              | 21.01.1915 — 11.02.1945 | [ БС 8 ] [ ГС 29 ] [ НЛ 28 ]    |
| 151   | Тимофеев Дмитрий Тимофеевич                                         | 27.06.1945            | пехота                              | помощник командира взвода 271-го стрелкового полка 181-й стрелковой дивизии 6-й армии 1-го Украинского фронта | старшина                                     | 1908 — 07.07.1957       | [ БС 8 ] [ ГС 30 ] [ НЛ 29 ]    |
| 152   | Тимофеев Дмитрий Фомич                                              | 21.07.1942            | пехота                              | стрелок 1075-го стрелкового полка 316-й стрелковой дивизии 16-й армии Западного фронта | красноармеец                                 | 05.02.1907 — 13.06.1950 | [ БС 8 ] [ ГС 31 ] [ НЛ 30 ]    |
| 153   | Тимофеев Константин Иванович                                        | 11.11.1990            | комиссар                            | комсорг стрелкового батальона 907-го стрелкового полка 244-й стрелковой дивизии 12-й армии Юго-Западного фронта | старший сержант                              | 1921 — 31.01.1944       | [ БС 9 ] [ ГС 32 ] [ НЛ 31 ]    |
| 154   | Тимофеев Николай Александрович                                      | 24.03.1945            | артиллерия                          | наводчик орудия 534-го истребительно-противотанкового артиллерийского полка 14-й истребительно-противотанковой артиллерийской бригады РГК в составе 2-й гвардейской армии 1-го Прибалтийского фронта                                 | сержант                                      | 03.05.1925 — 25.08.1944 | [ БС 10 ] [ ГС 33 ] [ НЛ 32 ]   |
| 155   | Тимофеев Николай Павлович                                           | 16.05.1944            | пехота                              | заместитель командира батальона 1135-го стрелкового полка 339-й стрелковой дивизии 56-й армии Северо-Кавказского фронта | старший лейтенант                            | 24.12.1919 — 17.10.1998 | [ БС 11 ] [ ГС 34 ] [ НЛ 33 ]   |
| 156   | Тимофеев Рюрик Александрович                                        | 20.07.1962            | морской флот                        | командир электромеханической боевой части атомной подводной лодки К-3 3-й дивизии подводных лодок Иоканьгской военно-морской базы Северного флота                                                                                    | инженер-капитан 2-го ранга                   | 31.03.1926 — 01.10.2009 | ——                              |
| 157   | Тимофеев Северьян Петрович                                          | 29.06.1945            | авиация                             | штурман эскадрильи 340-го авиационного полка 54-й авиационной дивизии 4-го гвардейского авиационного корпуса Авиации дальнего действия                                                                                               | капитан                                      | 28.08.1913 — 22.06.1974 | [ БС 11 ] [ ГС 36 ] [ НЛ 34 ]   |
| 158   | Тимофеев Сергей Константинович                                      | 24.03.1945            | артиллерия                          | командир орудийного расчёта 305-го гвардейского стрелкового полка 108-й гвардейской стрелковой дивизии 46-й армии 2-го Украинского фронта                                                                                            | гвардии сержант                              | 1923 — 21.12.1944       | [ БС 11 ] [ ГС 37 ] [ НЛ 35 ]   |
| 159   | Тимофеева Анна Александровна (Егорова Анна Александровна)           | 06.05.1965            | авиация                             | штурман 805-го штурмового авиационного полка 197-й штурмовой авиационной дивизии 6-го штурмового авиационного корпуса 16-й воздушной армии 1-го Белорусского фронта                                                                  | старший лейтенант                            | 23.09.1918 — 29.10.2009 | ——                              |
| 160   | Тимофеенко Иван Васильевич укр. Тимофієнко Іван Васильович          | 01.07.1944            | авиация                             | старший лётчик 9-го гвардейского истребительного авиационного полка 6-й гвардейской истребительной авиационной дивизии 8-й воздушной армии 4-го Украинского фронта                                                                   | гвардии старший лейтенант                    | 25.12.1918 — 07.10.1986 | [ БС 11 ] [ ГС 39 ] [ НЛ 36 ]   |
| 161   | Тимохин Гурий Николаевич                                            | 10.04.1945            | артиллерия                          | старший разведчик 685-го лёгкого артиллерийского полка 15-й лёгкой артиллерийской бригады 3-й артиллерийской дивизии прорыва РГК в составе 5-й гвардейской армии 1-го Украинского фронта                                             | ефрейтор                                     | 22.07.1922 — 23.12.1996 | [ БС 11 ] [ ГС 40 ] [ НЛ 37 ]   |
| 162   | Тимошенко Анатолий Васильевич                                       | 18.08.1945            | авиация                             | командир эскадрильи 828-го штурмового авиационного полка 260-й штурмовой авиационной дивизии 4-й воздушной армии 2-го Белорусского фронта                                                                                            | капитан                                      | 20.03.1914 — 09.02.1991 | [ БС 12 ] [ ГС 41 ] [ НЛ 38 ]   |
| 163   | Тимошенко Афанасий Иванович                                         | 27.06.1945            | авиация                             | заместитель командира 106-го гвардейского истребительного авиационного полка 11-й гвардейской истребительной авиационной дивизии 2-го гвардейского штурмового авиационного корпуса 2-й воздушной армии 1-го Украинского фронта       | гвардии майор                                | 01.05.1913 — 03.03.1945 | [ БС 13 ] [ ГС 42 ] [ НЛ 39 ]   |
| 164   | Тимошенко Владимир Иванович                                         | 29.06.1945            | пехота                              | командир 84-го гвардейского стрелкового полка 33-й гвардейской стрелковой дивизии 43-й армии 3-го Белорусского фронта | гвардии майор                                | 13.07.1922 — 07.12.2001 | [ БС 13 ] [ ГС 43 ] [ НЛ 40 ]   |
| 165   | Тимошенко Владимир Яковлевич укр. Тимошенко Володимир Якович        | 16.10.1943            | артиллерия                          | командир батареи 886-го артиллерийского полка 322-й стрелковой дивизии 13-й армии Центрального фронта | старший лейтенант                            | 18.03.1912 — 28.02.1998 | [ БС 13 ] [ ГС 44 ] [ НЛ 41 ]   |
| 166   | Тимошенко Иван Терентьевич укр. Тимошенко Іван Терентійович         | 16.05.1944            | инженер                             | сапёр 3-го гвардейского отдельного моторизированного инженерного батальона 19-го танкового корпуса 4-го Украинского фронта | гвардии красноармеец                         | 07.01.1909 — 13.04.1944 | [ БС 13 ] [ ГС 45 ] [ НЛ 42 ]   |
| 167   | Тимошенко Михаил Кузьмич укр. Тимошенко Михайло Кузьмич             | 30.10.1943            | инженер                             | командир отделения 696-го отдельного сапёрного батальона 60-й стрелковой дивизии 65-й армии Центрального фронта | сержант                                      | 13.06.1913 — 24.06.1990 | [ БС 13 ] [ ГС 46 ] [ НЛ 43 ]   |
| 168   | Тимошенко Семён Константинович укр. Тимошенко Семен Костянтинович   | 21.03.1940 18.02.1965 | генерал маршал                      | командующий Северо-Западным фронтом генеральный инспектор Группы генеральных инспекторов Министерства обороны СССР | командарм 1-го ранга Маршал Советского Союза | 18.02.1895 — 31.03.1970 | ——                              |
| 169   | Тимошенко Фёдор Акимович укр. Тимошенко Федір Якимович              | 15.05.1946            | танкист                             | командир взвода танков Т-34 23-го гвардейского танкового полка 4-й гвардейской механизированной бригады 2-го гвардейского механизированного корпуса 46-й армии 2-го Украинского фронта                                               | гвардии старший лейтенант                    | 15.05.1915 — 20.03.1945 | [ БС 13 ] [ ГС 48 ] [ НЛ 44 ]   |
| 170   | Тимощенко Александр Григорьевич                                     | 31.05.1945            | артиллерия                          | командующий артиллерией 28-го гвардейского стрелкового корпуса 8-й гвардейской армии 1-го Белорусского фронта | гвардии полковник                            | 03.07.1903 — 11.04.1974 | [ БС 14 ] [ ГС 49 ] [ НЛ 45 ]   |
| 171   | Тимощук Василий Иванович укр. Тимощук Василь Іванович               | 24.03.1944            | партизан                            | активный участник партизанской борьбы на территории Украины и Молдавии, командир партизанского батальона партизанского отряда имени Ворошилова 1-го Молдавского соединения партизанских отрядов                                      | —                                            | 22.06.1907 — 23.02.1970 | [ БС 15 ] [ ГС 50 ] [ НЛ 46 ]   |
| 172   | Тимощук Владимир Михайлович укр. Тимощук Володимир Михайлович       | 01.11.1943            | пехота                              | разведчик гвардейской отдельной разведывательной роты 28-й гвардейской стрелковой дивизии 53-й армии Степного фронта | гвардии сержант                              | 1922 — 08.05.1966       | [ БС 15 ] [ ГС 51 ] [ НЛ 47 ]   |
| 173   | Тимощук Дмитрий Иванович укр. Тимощук Дмитро Іванович               | 26.10.1943            | связисты                            | командир отделения телефонно-кабельного взвода 180-й отдельной роты связи 213-й стрелковой дивизии 7-й гвардейской армии Степного фронта                                                                                             | старшина                                     | 03.11.1919 — 12.07.1999 | [ БС 15 ] [ ГС 52 ] [ НЛ 48 ]   |
| 174   | Тимушев Георгий Фёдорович коми Тимушев Георгий Фёдорович            | 24.03.1945            | инженер                             | командир взвода 106-го инженерно-сапёрного батальона 5-й инженерно-сапёрной бригады РГК в составе 6-й танковой армии 2-го Украинского фронта                                                                                         | лейтенант                                    | 10.09.1922 — 30.04.1997 | [ БС 15 ] [ ГС 53 ] [ НЛ 49 ]   |
| 175   | Тимченко Василий Михайлович укр. Тимченко Василь Михайлович         | 24.03.1945            | пехота                              | командир батальона 619-го стрелкового полка 203-й стрелковой дивизии 53-й армии 2-го Украинского фронта | капитан                                      | 11.08.1911 — 15.03.1997 | [ БС 16 ] [ ГС 54 ] [ НЛ 50 ]   |
| 176   | Тимченко Пётр Сергеевич укр. Тимченко Петро Сергійович              | 23.10.1943            | пехота                              | командир отделения 955-го стрелкового полка 309-й стрелковой дивизии 40-й армии Воронежского фронта | красноармеец                                 | 12.09.1902 — 12.08.1990 | [ БС 17 ] [ ГС 55 ] [ НЛ 51 ]   |
| 177   | Тимчук Иван Матвеевич укр. Тимчук Іван Матвійович                   | 01.01.1944            | партизан                            | активный участник партизанской борьбы в Белоруссии, комиссар 1-й антифашистской партизанской бригады Минской области | —                                            | 14.02.1901 — 17.10.1982 | [ БС 17 ] [ ГС 56 ] [ НЛ 52 ]   |
| 178   | Тимшин Павел Григорьевич                                            | 24.03.1945            | пехота                              | командир пулемётного расчёта 633-го стрелкового полка 157-й стрелковой дивизии 33-й армии 3-го Белорусского фронта | младший сержант                              | 20.07.1925 — 29.11.2007 | [ БС 17 ] [ ГС 57 ] [ НЛ 53 ]   |
| 179   | Тиньков Николай Сергеевич                                           | 24.03.1945            | комиссар                            | заместитель по политической части командира танкового батальона 49-й гвардейской танковой бригады 12-го гвардейского танкового корпуса 2-й гвардейской танковой армии 1-го Белорусского фронта                                       | гвардии капитан                              | 31.01.1914 — 15.10.1957 | [ БС 17 ] [ ГС 58 ] [ НЛ 54 ]   |
| 180   | Типанов Александр Фёдорович                                         | 13.02.1944            | пехота                              | пулемётчик 191-го гвардейского стрелкового полка 64-й гвардейской стрелковой дивизии 42-й армии Ленинградского фронта | гвардии красноармеец                         | 20.10.1924 — 18.01.1944 | [ БС 17 ] [ ГС 59 ] [ НЛ 55 ]   |
| 181   | Титаренко Степан Иванович укр. Титаренко Степан Іванович            | 26.10.1943            | пехота                              | командир 233-го гвардейского стрелкового полка 81-й гвардейской стрелковой дивизии 7-й гвардейской армии Степного фронта | гвардии майор                                | 25.12.1910 — 15.12.1943 | [ БС 17 ] [ ГС 60 ] [ НЛ 56 ]   |
| 182   | Титенко Андрей Лаврентьевич                                         | 19.04.1945            | артиллерия                          | командир орудия батареи 45-мм пушек 6-го гвардейского стрелкового полка 2-й гвардейской стрелковой дивизии 2-й гвардейской армии 3-го Белорусского фронта                                                                            | гвардии сержант                              | 15.12.1918 — 02.11.2022 | [ БС 17 ] [ ГС 61 ] [ НЛ 57 ]   |
| 183   | Титенков Константин Николаевич                                      | 28.10.1941            | авиация                             | командир эскадрильи 11-го истребительного авиационного полка 6-го истребительного авиационного корпуса Московской зоны ПВО | капитан                                      | 16.06.1911 — 10.10.1941 | [ БС 17 ] [ ГС 62 ] [ НЛ 58 ]   |
| 184   | Титков Иван Филиппович                                              | 01.01.1944            | партизан                            | активный участник партизанской борьбы в Белоруссии, командир партизанской бригады «Железняк» | —                                            | 27.08.1912 — 23.07.1982 | [ БС 18 ] [ ГС 63 ] [ НЛ 59 ]   |
| 185   | Титлин Иван Павлович                                                | 19.03.1944            | пехота                              | командир 112-го отдельного батальона противотанковых ружей 12-й армии 3-го Украинского фронта | гвардии старший лейтенант                    | 11.04.1909 — 19.06.1992 | [ БС 18 ] [ ГС 64 ] [ НЛ 60 ]   |
| 186   | Титлов Михаил Алексеевич                                            | 29.08.1955            | авиация                             | командир авиационного отряда Управления полярной авиации Главного управления Северного морского пути Министерства морского флота СССР                                                                                                | —                                            | 21.02.1913 — 27.07.1998 | ——                              |
| 187   | Титов Алексей Тимофеевич                                            | 15.01.1944            | инженер                             | полковой инженер 221-го гвардейского стрелкового полка 77-й гвардейской стрелковой дивизии 61-й армии Центрального фронта | гвардии старший лейтенант                    | 25.05.1912 — 28.09.1943 | [ БС 18 ] [ ГС 66 ] [ НЛ 61 ]   |
| 188   | Титов Алексей Фёдорович                                             | 24.03.1945            | пехота                              | командир пулемётного взвода 444-го стрелкового полка 108-й стрелковой дивизии 65-й армии 1-го Белорусского фронта | старший лейтенант                            | 26.12.1923 — 24.01.1945 | [ БС 18 ] [ ГС 67 ] [ НЛ 62 ]   |
| 189   | Титов Андрей Алексеевич                                             | 15.01.1944            | кавалерия                           | наводчик противотанкового ружья 60-го гвардейского кавалерийского полка 16-й гвардейской кавалерийской дивизии 7-го гвардейского кавалерийского корпуса 61-й армии Центрального фронта                                               | гвардии ефрейтор                             | 24.06.1905 — 08.11.1981 | [ БС 18 ] [ ГС 68 ] [ НЛ 63 ]   |
| 190   | Титов Валентин Георгиевич                                           | 27.06.1945            | пехота                              | командир мотострелкового батальона 17-й гвардейской механизированной бригады 6-го гвардейского механизированного корпуса 4-й гвардейской танковой армии 1-го Украинского фронта                                                      | гвардии майор                                | 22.04.1919 — 20.10.1951 | [ БС 18 ] [ ГС 69 ] [ НЛ 64 ]   |
| 191   | Титов Василий Фёдорович                                             | 30.10.1943            | пехота                              | помощник командира взвода 120-го стрелкового полка 69-й стрелковой дивизии 65-й армии Центрального фронта | старший сержант                              | 23.03.1914 — 10.11.2000 | [ БС 18 ] [ ГС 70 ] [ НЛ 65 ]   |
| 192   | Титов Владимир Георгиевич                                           | 21.12.1988            | космонавт                           | командир космических кораблей «Союз ТМ-4», «Союз ТМ-6» и 3-й основной экспедиции орбитального научно-исследовательского комплекса «Мир»                                                                                              | полковник                                    | род. 01.01.1947         | ——                              |
| 193   | Титов Герман Степанович                                             | 09.08.1961            | космонавт                           | пилот космического корабля «Восток-2» | майор                                        | 11.09.1935 — 20.09.2000 | ——                              |
| 194   | Титов Иван Антонович                                                | 18.08.1945            | авиация                             | командир эскадрильи 5-го гвардейского бомбардировочного авиационного полка 11-й гвардейской бомбардировочной авиационной дивизии 1-го гвардейского бомбардировочного авиационного корпуса 18-й воздушной армии                       | гвардии майор                                | 19.01.1918 — 09.04.1995 | [ БС 20 ] [ ГС 73 ] [ НЛ 66 ]   |
| 195   | Титов Николай Михайлович                                            | 24.12.1943            | артиллерия                          | командующий артиллерией 309-й стрелковой дивизии 40-й армии Воронежского фронта | полковник                                    | 24.04.1907 — 08.01.1990 | [ БС 20 ] [ ГС 74 ] [ НЛ 67 ]   |
| 196   | Титов Николай Петрович укр. Титов Микола Петрович                   | 24.03.1945            | пехота                              | командир 12-го гвардейского стрелкового полка 5-й гвардейской стрелковой дивизии 11-й гвардейской армии 3-го Белорусского фронта | гвардии подполковник                         | 17.12.1908 — 02.03.1989 | [ БС 20 ] [ ГС 75 ] [ НЛ 68 ]   |
| 197   | Титов Фёдор Иванович                                                | 19.08.1944            | авиация                             | заместитель командира эскадрильи 2-го гвардейского авиационного полка 1-й гвардейской авиационной дивизии 1-го гвардейского авиационного корпуса Авиации дальнего действия                                                           | гвардии старший лейтенант                    | 11.01.1919 — 12.03.2011 | [ БС 20 ] [ ГС 76 ] [ НЛ 69 ]   |
| 198   | Титов Фёдор Фролович                                                | 27.06.1945            | артиллерия                          | наводчик самоходной артиллерийской установки СУ-76 298-го гвардейского самоходного артиллерийского полка 4-го гвардейского танкового корпуса 5-й гвардейской армии 1-го Украинского фронта                                           | гвардии старшина                             | 1917 — 29.04.1945       | [ БС 20 ] [ ГС 77 ] [ НЛ 70 ]   |
| 199   | Титович Владимир Васильевич укр. Титович Володимир Васильович       | 23.02.1945            | авиация                             | командир звена 872-го штурмового авиационного полка 281-й штурмовой авиационной дивизии 13-й воздушной армии Ленинградского фронта                                                                                                   | лейтенант                                    | 05.03.1921 — 11.04.2011 | [ БС 20 ] [ ГС 78 ] [ НЛ 71 ]   |
| 200   | Титовка Сергей Алексеевич укр. Титовка Сергій Олексійович           | 22.07.1941            | авиация                             | командир звена 154-го истребительного авиационного полка 39-й истребительной авиационной дивизии Северного фронта | лейтенант                                    | 1919 — 10.07.1941       | [ БС 20 ] [ ГС 79 ] [ НЛ 72 ]   |
| 201   | Тихмянов Леонид Павлович                                            | 16.05.1944            | артиллерия                          | командир батареи 12-го миномётного полка 43-й миномётной бригады 3-й гвардейской артиллерийской дивизии 5-го артиллерийского корпуса прорыва РГК в составе войск Западного фронта                                                    | старший лейтенант                            | 17.02.1920 — 07.01.1981 | [ БС 21 ] [ ГС 80 ] [ НЛ 73 ]   |
| 202   | Тихов Анатолий Устинович                                            | 26.10.1944            | авиация                             | командир эскадрильи 874-го штурмового авиационного полка 299-й штурмовой авиационной дивизии 16-й воздушной армии 1-го Белорусского фронта                                                                                           | старший лейтенант                            | 08.03.1919 — 16.04.1945 | [ БС 22 ] [ ГС 81 ] [ НЛ 74 ]   |
| 203   | Тихомиров Александр Васильевич                                      | 27.02.1945            | танкист                             | механик-водитель танка Т-34 1-й гвардейской танковой бригады 8-го гвардейского механизированного корпуса 1-й гвардейской танковой армии 1-го Белорусского фронта                                                                     | гвардии старший сержант                      | 1916 — 16.04.1945       | [ БС 22 ] [ ГС 82 ] [ НЛ 75 ]   |
| 204   | Тихомиров Владимир Андреевич                                        | 01.01.1944            | партизан                            | активный участник партизанской борьбы в Белоруссии, командир 12-й кавалерийской бригады имени И. В. Сталина | —                                            | 11.07.1921 — 06.06.1976 | [ БС 22 ] [ ГС 83 ] [ НЛ 76 ]   |
| 205   | Тихомиров Иван Васильевич                                           | 22.07.1944            | авиация                             | командир эскадрильи 51-го минно-торпедного полка 8-й минно-торпедной авиационной дивизии ВВС Балтийского флота | капитан                                      | 07.02.1909 — 24.07.1944 | [ БС 22 ] [ ГС 84 ] [ НЛ 77 ]   |
| 206   | Тихомиров Иван Николаевич                                           | 01.11.1943            | пехота                              | командир роты 5-го отдельного штурмового батальона 3-го Украинского фронта | политрук                                     | 02.08.1920 — 24.10.1943 | [ БС 22 ] [ ГС 85 ] [ НЛ 78 ]   |
| 207   | Тихомиров Илья Кузьмич                                              | 14.02.1943            | авиация                             | начальник связи эскадрильи 24-го ближнебомбардировочного авиационного полка 61-й авиационной дивизии ВВС Брянского фронта | старший лейтенант                            | 23.03.1910 — 10.03.1942 | [ БС 23 ] [ ГС 86 ] [ НЛ 79 ]   |
| 208   | Тихомиров Степан Михайлович                                         | 15.05.1946            | кавалерия                           | командир пулемётного расчёта 61-го гвардейского кавалерийского полка 17-й гвардейской кавалерийской дивизии 2-го гвардейского кавалерийского корпуса 1-го Белорусского фронта                                                        | гвардии сержант                              | 27.04.1915 — 14.11.1987 | [ БС 24 ] [ ГС 87 ] [ НЛ 80 ]   |
| 209   | Тихомолов Борис Ермилович                                           | 31.12.1942            | авиация                             | лётчик 750-го авиационного полка 17-й авиационной дивизии Авиации дальнего действия | капитан                                      | 28.06.1913 — 17.12.1991 | [ БС 24 ] [ ГС 88 ] [ НЛ 81 ]   |
| 210   | Тихоненко Андрей Яковлевич укр. Тихоненко Андрій Якович             | 24.03.1945            | пехота                              | пулемётчик 631-го стрелкового полка 159-й стрелковой дивизии 5-й армии 3-го Белорусского фронта | красноармеец                                 | 12.12.1912 — 16.07.1944 | [ БС 24 ] [ ГС 89 ] [ НЛ 82 ]   |
| 211   | Тихоненко Иван Кондратьевич укр. Тихоненко Іван Кіндратович         | 19.04.1945            | пехота                              | командир взвода 349-го стрелкового полка 26-й стрелковой дивизии 43-й армии 3-го Белорусского фронта | старшина                                     | 22.10.1918 — 06.04.1945 | [ БС 24 ] [ ГС 90 ] [ НЛ 83 ]   |
| 212   | Тихонов Алексей Петрович                                            | 03.06.1944            | инженер                             | командир 23-го отдельного моторизированного понтонно-мостового батальона 47-й армии 1-го Украинского фронта | майор                                        | 25.02.1907 — 28.01.1978 | [ БС 24 ] [ ГС 91 ] [ НЛ 84 ]   |
| 213   | Тихонов Борис Николаевич                                            | 15.05.1946            | авиация                             | командир звена 175-го гвардейского штурмового авиационного полка 11-й гвардейской штурмовой авиационной дивизии 16-й воздушной армии 1-го Белорусского фронта                                                                        | гвардии старший лейтенант                    | 17.05.1922 — 17.10.1972 | [ БС 24 ] [ ГС 92 ] [ НЛ 85 ]   |
| 214   | Тихонов Василий Гаврилович                                          | 16.09.1941            | авиация                             | командир эскадрильи 22-го дальнебомбардировочного авиационного полка 81-й дальнебомбардировочной авиационной дивизии Дальнебомбардировочной авиации                                                                                  | капитан                                      | 15.06.1909 — 06.09.1976 | [ БС 24 ] [ ГС 93 ] [ НЛ 86 ]   |
| 215   | Тихонов Василий Иванович                                            | 17.11.1939            | комиссар                            | политрук роты отдельного разведывательного батальона 9-й мотоброневой бригады 1-й армейской группы | младший политрук                             | 31.01.1912 — 03.07.1939 | ——                              |
| 216   | Тихонов Василий Иванович                                            | 25.08.1944            | пехота                              | командир пулемётного расчёта 472-го стрелкового полка 100-й стрелковой дивизии 38-й армии 1-го Украинского фронта | красноармеец                                 | 12.07.1910 — 24.12.1943 | [ БС 26 ] [ ГС 95 ] [ НЛ 87 ]   |
| 217   | Тихонов Виктор Иванович                                             | 06.03.1945            | морской флот                        | командир 1-го отряда 4-го дивизиона бригады торпедных катеров Балтийского флота | капитан 3-го ранга                           | 10.09.1911 — 03.01.1979 | [ БС 26 ] [ ГС 96 ] [ НЛ 88 ]   |
| 218   | Тихонов Виктор Павлович                                             | 24.08.1943            | авиация                             | заместитель командира и штурман эскадрильи 236-го истребительного авиационного полка 201-й истребительной авиационной дивизии 2-го смешанного авиационного корпуса 4-й воздушной армии Северо-Кавказского фронта                     | младший лейтенант                            | 10.01.1923 — 15.08.1943 | [ БС 26 ] [ ГС 97 ] [ НЛ 89 ]   |
| 219   | Тихонов Григорий Матвеевич                                          | 15.01.1944            | кавалерия                           | командир сабельного эскадрона 62-го гвардейского кавалерийского полка 16-й гвардейской кавалерийской дивизии 7-го гвардейского кавалерийского корпуса Центрального фронта                                                            | гвардии лейтенант                            | 10.04.1912 — 13.02.1944 | [ БС 26 ] [ ГС 98 ] [ НЛ 90 ]   |
| 220   | Тихонов Константин Андреевич                                        | 30.10.1943            | пехота                              | командир взвода 120-го стрелкового полка 69-й стрелковой дивизии 65-й армии Центрального фронта | старший сержант                              | 27.09.1908 — 02.01.1953 | [ БС 26 ] [ ГС 99 ] [ НЛ 91 ]   |
| 221   | Тихонов Михаил Иванович                                             | 21.07.1944            | пехота                              | стрелок 300-го гвардейского стрелкового полка 99-й гвардейской стрелковой дивизии 7-й армии Карельского фронта | гвардии красноармеец                         | 25.08.1925 — 06.09.1996 | [ БС 26 ] [ ГС 100 ] [ НЛ 92 ]  |
| 222   | Тихонов Михаил Фёдорович                                            | 29.06.1945            | генерал                             | командир 39-го гвардейского стрелкового корпуса 9-й гвардейской армии 3-го Украинского фронта | гвардии генерал-лейтенант                    | 11.11.1900 — 11.02.1971 | [ БС 26 ] [ ГС 101 ] [ НЛ 93 ]  |
| 223   | Тихонов Николай Викторович                                          | 04.02.1944            | авиация                             | командир эскадрильи 42-го истребительного авиационного полка 240-й истребительной авиационной дивизии З-й воздушной армии Калининского фронта                                                                                        | капитан                                      | 04.12.1914 — 10.09.1943 | [ БС 27 ] [ ГС 102 ] [ НЛ 94 ]  |
| 224   | Тихонов Николай Иванович                                            | 29.10.1943            | пехота                              | командир батальона 836-го стрелкового полка 240-й стрелковой дивизии 38-й армии Воронежского фронта | старший лейтенант                            | 07.11.1914 — 28.06.1986 | [ БС 28 ] [ ГС 103 ] [ НЛ 95 ]  |
| 225   | Тихонов Павел Иванович                                              | 19.08.1944            | авиация                             | командир эскадрильи 2-го гвардейского авиационного полка 1-й гвардейской авиационной дивизии 1-го гвардейского авиационного корпуса Авиации дальнего действия                                                                        | гвардии майор                                | 12.07.1908 — 28.09.1946 | [ БС 28 ] [ ГС 104 ] [ НЛ 96 ]  |
| 226   | Тишко Виктор Петрович укр. Тишко Віктор Петрович                    | 19.03.1944            | артиллерия                          | миномётчик 78-го гвардейского стрелкового полка 25-й гвардейской стрелковой дивизии 6-й армии Юго-Западного фронта | гвардии красноармеец                         | 30.09.1923 — 05.07.2005 | [ БС 28 ] [ ГС 105 ] [ НЛ 97 ]  |
| 227   | Тищенко Александр Трофимович укр. Тищенко Олександр Трохимович      | 15.05.1946            | авиация                             | штурман 812-го истребительного авиационного полка 265-й истребительной авиационной дивизии 3-го истребительного авиационного корпуса 16-й воздушной армии 1-го Белорусского фронта                                                   | капитан                                      | 20.11.1916 — 08.04.1976 | [ БС 28 ] [ ГС 106 ] [ НЛ 98 ]  |
| 228   | Тищенко Матвей Матвеевич укр. Тищенко Матвій Матвійович             | 24.03.1945            | артиллерия                          | командир миномётного взвода 1280-го стрелкового полка 391-й стрелковой дивизии 3-й ударной армии 2-го Прибалтийского фронта | лейтенант                                    | 29.11.1906 — 20.02.1952 | [ БС 28 ] [ ГС 107 ] [ НЛ 99 ]  |
| 229   | Тищенко Михаил Петрович укр. Тищенко Михайло Петрович               | 10.01.1944            | танкист                             | командир танковой роты 52-й гвардейской танковой бригады 6-го гвардейского танкового корпуса 3-й гвардейской танковой армии 1-го Украинского фронта                                                                                  | лейтенант                                    | 20.03.1919 — 17.10.1983 | [ БС 28 ] [ ГС 108 ] [ НЛ 100 ] |
| 230   | Ткабладзе Константин Евстафьевич груз. ტყაბლაძე კონსტანტინე         | 30.10.1943            | артиллерия                          | командир огневого взвода батареи 45-мм пушек 1285-го стрелкового полка 60-й стрелковой дивизии 65-й армии Центрального фронта | младший лейтенант                            | 15.09.1910 — 05.11.1980 | [ БС 28 ] [ ГС 109 ] [ НЛ 101 ] |
| 231   | Тканко Александр Васильевич укр. Тканко Олександр Васильович        | 04.01.1944            | партизан                            | активный участник партизанской борьбы на Украине, войсковой разведчик и командир партизанского отряда имени В. И. Чапаева | капитан                                      | 23.12.1916 — 13.04.2006 | [ БС 29 ] [ ГС 110 ] [ НЛ 102 ] |
| 232   | Ткачёв Владимир Яковлевич                                           | 24.03.1945            | пехота                              | помощник командира взвода 311-го гвардейского стрелкового полка 108-й гвардейской стрелковой дивизии 46-й армии 2-го Украинского фронта                                                                                              | гвардии сержант                              | 05.05.1925 — 28.01.2021 | [ БС 30 ] [ ГС 111 ] [ НЛ 103 ] |
| 233   | Ткачёв Григорий Елизарович                                          | 29.06.1945            | авиация                             | инструктор по радионавигации и заместитель штурмана 240-го гвардейского бомбардировочного авиационного полка 36-й бомбардировочной авиационной дивизии 1-го гвардейского бомбардировочного авиационного корпуса 18-й воздушной армии | гвардии майор                                | 11.03.1915 — 02.11.1987 | [ БС 30 ] [ ГС 112 ] [ НЛ 104 ] |
| 234   | Ткачёв Макар Лукич                                                  | 21.03.1940            | пехота                              | командир взвода 300-го стрелкового полка 7-й стрелковой дивизии 7-й армии Северо-Западного фронта | младший лейтенант                            | 04.10.1909 — 07.11.1943 | ——                              |
| 235   | Ткачёв Николай Семёнович укр. Ткачов Микола Семенович               | 19.08.1944            | авиация                             | командир эскадрильи 703-го штурмового авиационного полка 281-й штурмовой авиационной дивизии 13-й воздушной армии Ленинградского фронта                                                                                              | капитан                                      | 01.12.1917 — 17.10.1980 | [ БС 30 ] [ ГС 114 ] [ НЛ 105 ] |
| 236   | Ткачёв Фёдор Иванович                                               | 17.10.1943            | артиллерия                          | командир орудия батареи 76-мм пушек 574-го стрелкового полка 121-й стрелковой дивизии 60-й армии Центрального фронта | старший сержант                              | 17.09.1917 — 23.12.1968 | [ БС 30 ] [ ГС 115 ] [ НЛ 106 ] |
| 237   | Ткачевский Юрий Матвеевич                                           | 04.02.1944            | авиация                             | старший лётчик-наблюдатель 48-го гвардейского авиационного полка дальних разведчиков Главного командования ВВС Красной Армии | гвардии лейтенант                            | 10.06.1920 — 30.12.2016 | [ БС 31 ] [ ГС 116 ] [ НЛ 107 ] |
| 238   | Ткаченко Александр Кузьмич укр. Ткаченко Олександр Кузьмич          | 23.02.1945            | авиация                             | командир эскадрильи 13-го отдельного разведывательного авиационного полка 13-й воздушной армии Ленинградского фронта | капитан                                      | 14.03.1917 — 26.03.1980 | [ БС 32 ] [ ГС 117 ] [ НЛ 108 ] |
| 239   | Ткаченко Александр Прохорович укр. Ткаченко Олександр Прохорович    | 23.10.1943            | связисты                            | телефонист роты связи 835-го стрелкового полка 237-й стрелковой дивизии 40-й армии Воронежского фронта | красноармеец                                 | 28.12.1917 — 13.12.1971 | [ БС 32 ] [ ГС 118 ] [ НЛ 109 ] |
| 240   | Ткаченко Андрей Григорьевич укр. Ткаченко Андрій Григорович         | 19.05.1940            | авиация                             | командир эскадрильи 49-го истребительного авиационного полка ВВС 8-й армии | капитан                                      | 27.11.1908 — 20.01.1989 | [ БС 32 ] [ ГС 119 ] [ НЛ 110 ] |
| 241   | Ткаченко Андрей Яковлевич укр. Ткаченко Андрій Якович               | 05.11.1944            | авиация                             | командир эскадрильи 18-го гвардейского авиационного полка 2-й гвардейской авиационной дивизии 2-го гвардейского авиационного корпуса Авиации дальнего действия                                                                       | гвардии майор                                | 15.09.1918 — 24.02.1978 | [ БС 32 ] [ ГС 120 ] [ НЛ 111 ] |
| 242   | Ткаченко Василий Иванович укр. Ткаченко Василь Іванович             | 27.06.1945            | пехота                              | командир мотострелкового батальона 70-й механизированной бригады 9-го механизированного корпуса 3-й гвардейской танковой армии 1-го Украинского фронта                                                                               | капитан                                      | 10.07.1921 — 19.06.1996 | [ БС 32 ] [ ГС 121 ] [ НЛ 112 ] |

| Навигационная таблица | Навигационная таблица                |
| --------------------- | ------------------------------------ |
| «Т»                   | Тавадзе Давид — Терешкова Валентина  |
| «Т»                   | Терещенко Василий — Ткаченко Василий |
| «Т»                   | Ткаченко Владимир — Трубачёв Василий |
| «Т»                   | Трубаченко Василий — Тященко Гавриил |